# حزب الوفاء الوطني
حزب الوفاء الوطني حزب سياسي أردني تأسس بتاريخ 18 كانون الثاني 2015. من قياداته مازن القاضي (وزير سابق). يُصنف الحزب بأنه حزب وسطي قريب للحكومة. شارك الحزب بالانتخابات البلدية والبرلمانية لكنه لم يفز بأي منها.